# 銀河の形態分類

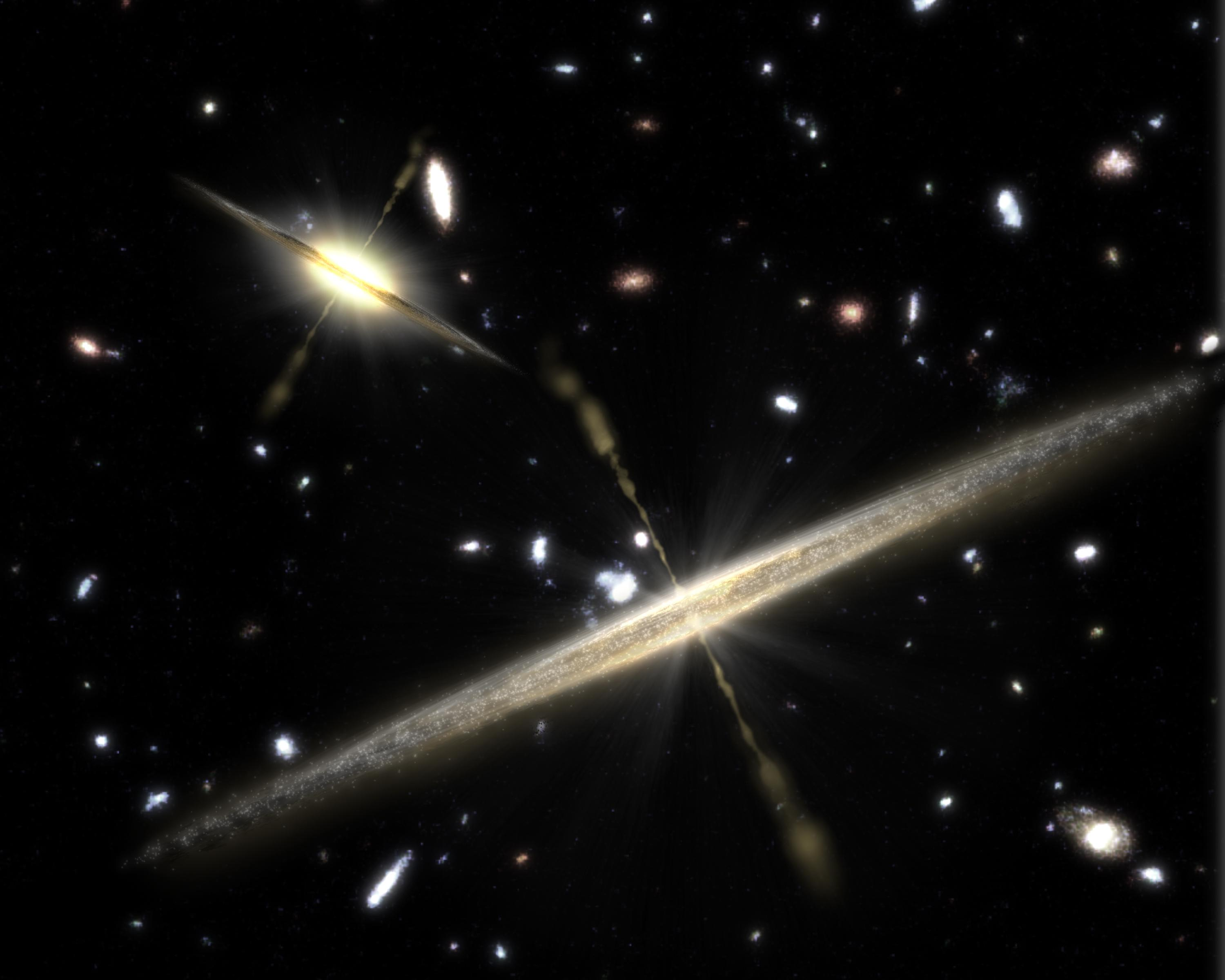
バルジを持つ銀河と持たない銀河

銀河の形態分類（Galaxy morphological classification）は、その見た目に基づいて銀河をいくつかのグループに分類するシステムである。いくつかのスキームが用いられているが、最も有名なものは、エドウィン・ハッブルによって開発され、ジェラール・ド・ボークルールとアラン・サンデージによって拡張されたハッブル分類である。

## ハッブル分類
ハッブル分類は、エドウィン・ハッブルが1926年に開発した銀河の形態分類スキームである。その形からしばしば「ハッブルの音叉図」とも呼ばれる。ハッブルの分類法は、その見た目によって銀河を3つに大きく分類する。

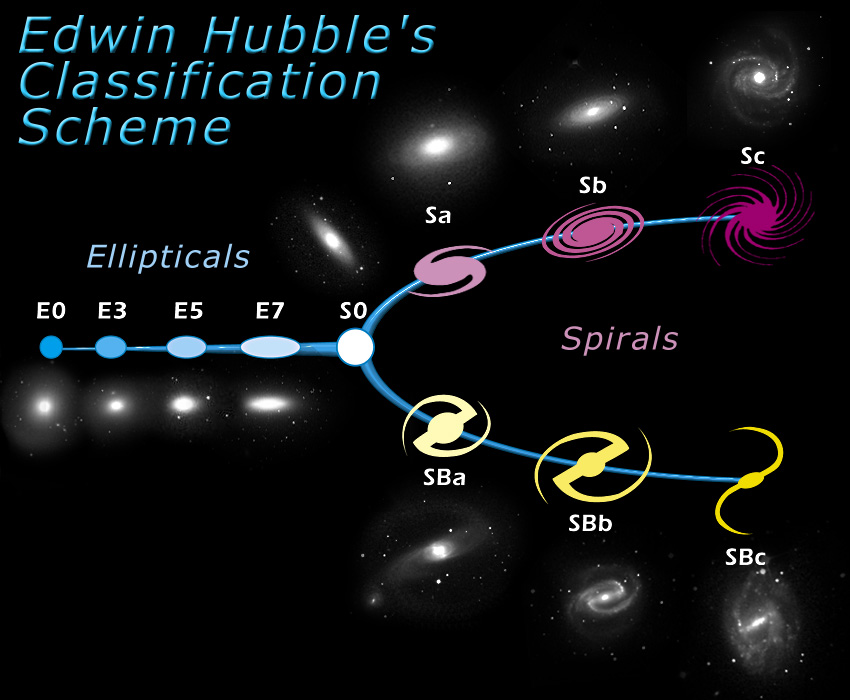
ハッブルの音叉図

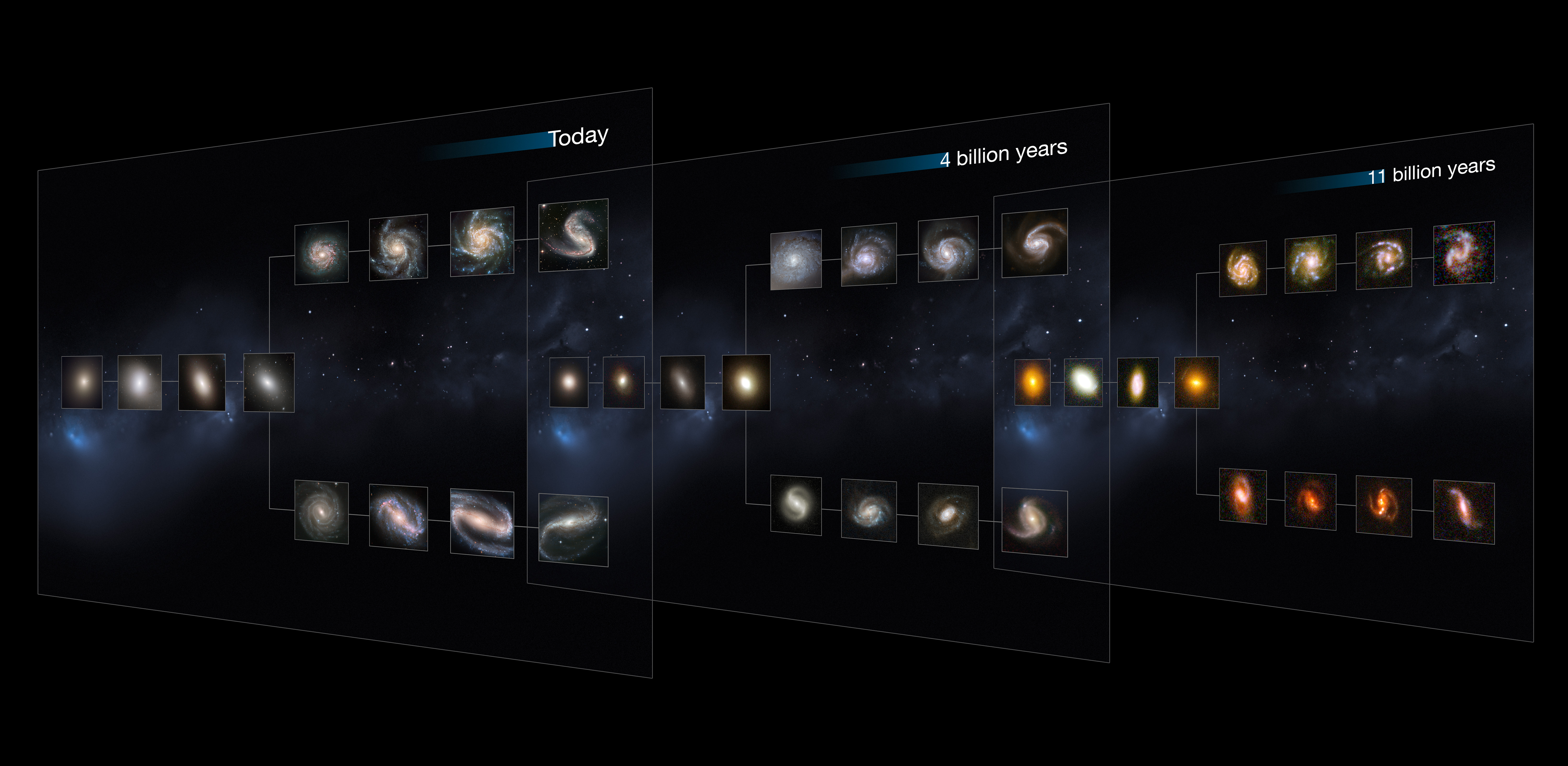
宇宙の歴史を通したハッブル分類の音叉図

- 楕円銀河は、滑らかで特徴のない光の分布であり、楕円に見える。Eの記号の後に楕円率を表す整数を付けて示される。
- 渦巻銀河は、平らな円盤から構成され、（通常2つの腕の）渦巻構造となっている。中央の恒星の集まりは銀河バルジと呼ばれ、楕円銀河の構造と似ている。Sの記号で示される。およそ半分の渦巻銀河は、中央のバルジから伸びる棒状の構造を持っているように見え、棒渦巻銀河と呼ばれてSBの記号で示される。
- レンズ状銀河は、明るい中央のバルジが円盤状の構造に囲まれているように見えるが、渦巻銀河とは異なって円盤には渦巻構造は見えず、また星形成はほとんど行われていない。S0の記号で示される。

これらの大きな分類は、見かけについて更に細かく分類するため、また不規則銀河のような明確な構造を持たない銀河をも包含するために拡張された。
ハッブル分類は、しばしば楕円銀河が左側に置かれ（左から右へ楕円率が増加するように）、棒渦巻銀河と非棒状渦巻銀河が2つの平行な尖端となった音叉の形で表される。レンズ状銀河は、2つの尖端が出会う「持ち手」の付け根の位置にあたる楕円銀河と渦巻銀河の間に置かれる。
今日では、ハッブル分類は専門家もアマチュアも最も良く用いる分類法となっている。

## ド・ボークルールの分類法

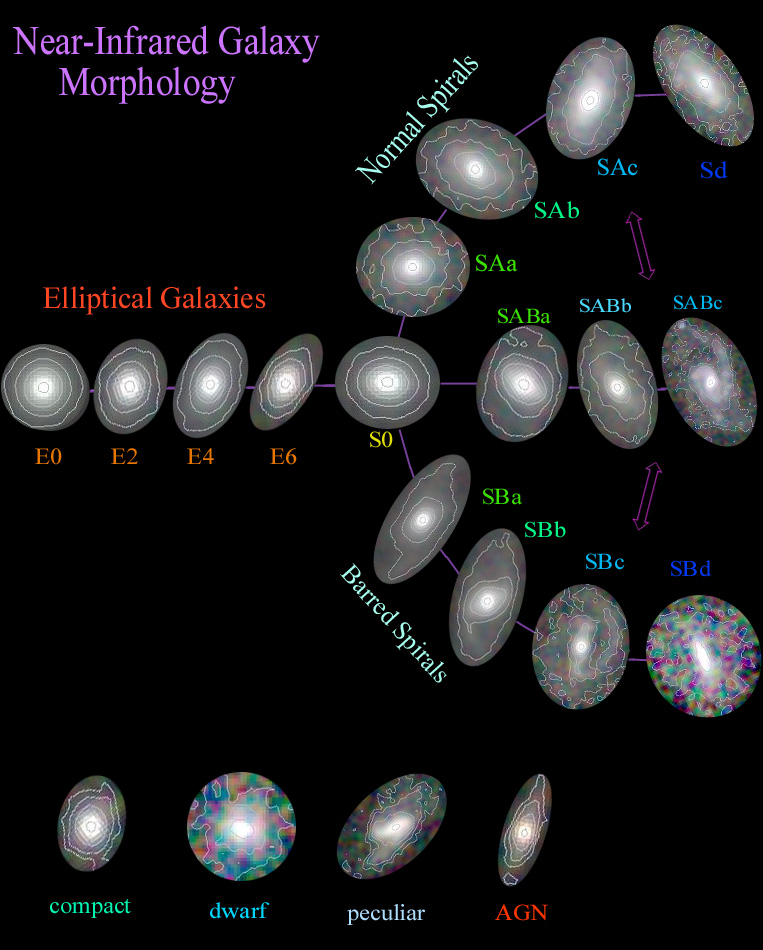

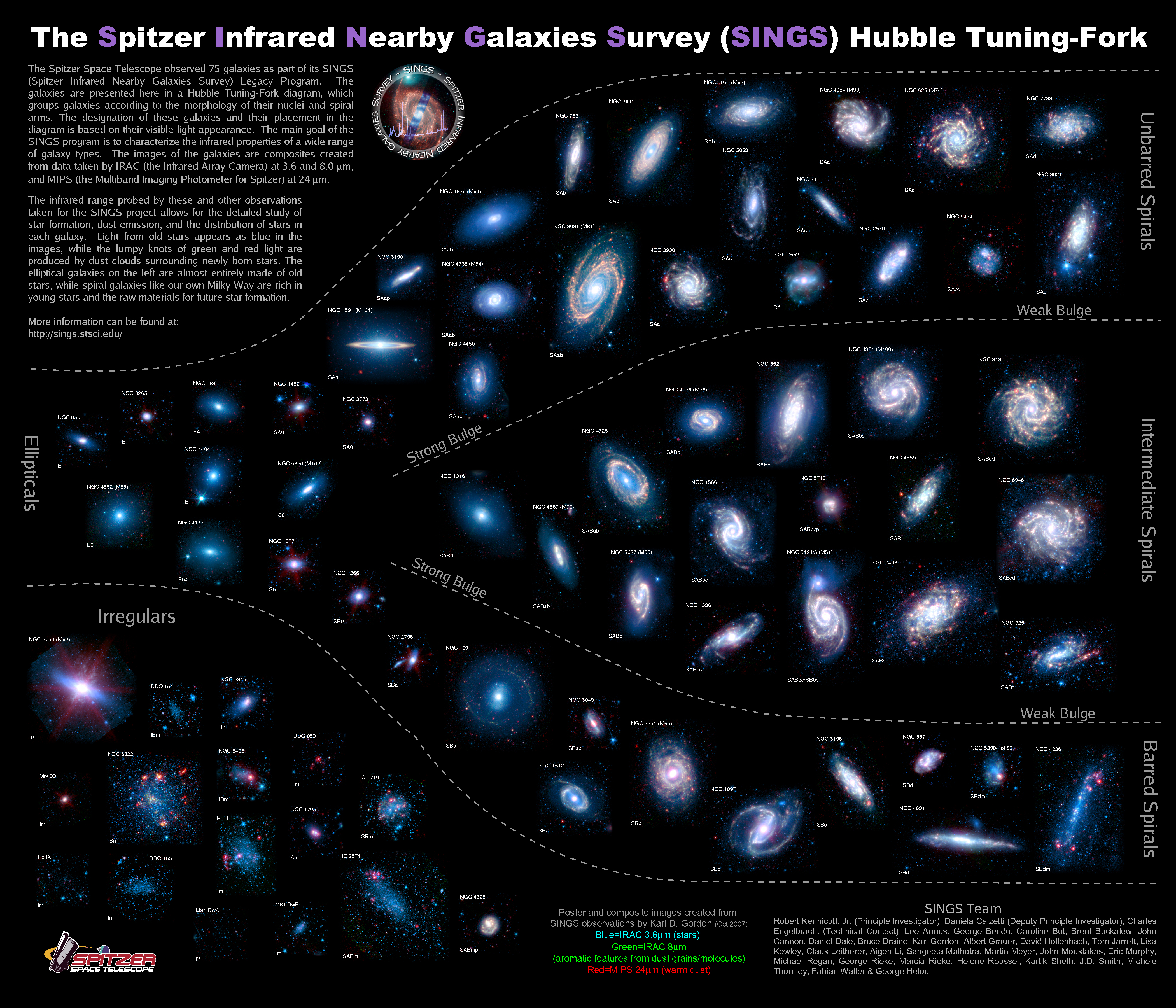

ジェラール・ド・ボークルールが1959年に初めて記述したド・ボークルールの分類法は、ハッブルの分類の拡張として広く用いられている。ド・ボークルールは、渦状腕の緊密度と棒状構造の存在に基づいたハッブルによる二次元での渦巻銀河の分類では、観測される銀河の形態の全てを適切に記述できていないと考えた。特に彼は、渦巻銀河にとって環とレンズが重要な構造上の要素であると考えた。
ド・ボークルールの分類法では、銀河を楕円、レンズ状、渦巻、不規則に分類するハッブルの分類の基礎については維持し、ハッブルの分類を補うために、3つの形態的な特徴に基づいて渦巻銀河のさらに複雑な分類法を導入した。
- 棒 - 銀河は、棒状構造の有無によって分類される。ド・ボークルールは、棒を持たない渦巻銀河についてSAという記号を導入した。彼はまた、弱い棒しか持たないSABという中間的な分類も許容した。レンズ状銀河についても、棒のないもの(SA0)とあるもの(SB0)に分類し、真横を向いている等の理由から棒の有無が判別できないものはS0とした。
- 環 - 環状構造を持つ銀河は(r)、持たない銀河は(s)の記号で表すこととした。いわゆる「遷移」銀河は(rs)とされた。
- 渦状腕 - 元のハッブルの分類と同様に、渦巻銀河は、まず渦状腕の緊密度によって分類された。ド・ボークルールはこれを拡張し、いくつかの分類を付け加えた。
  - Sd(SBd) - 個々の星団や星雲から構成される希薄で破壊された腕を持ち、バルジは非常に暗い。
  - Sm(SBm) - 外見は不規則でバルジを持たない。
  - Im - かなり不規則な銀河

これら3つの分類に属するほとんどの銀河は、ハッブルの分類ではIrr Iに分類されていた。さらに、Sd型はハッブルの分類でのSc型も含む。Sm型やIm型の銀河は、マゼラン雲にちなんでそれぞれマゼラン渦巻銀河、マゼラン不規則銀河と呼ばれる。大マゼラン雲はSBm型、小マゼラン雲はIm型である。

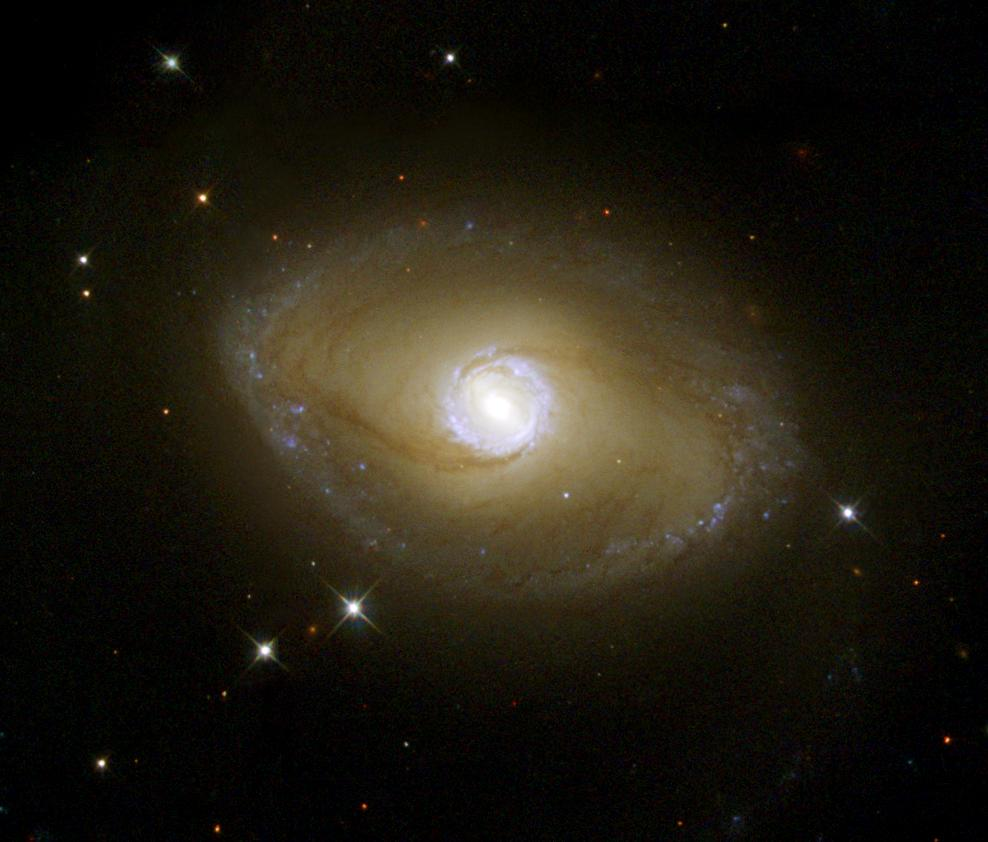
NGC 6782: 半径の異なる3つの環と棒状構造を持つ渦巻銀河(SB(r)0/a型)
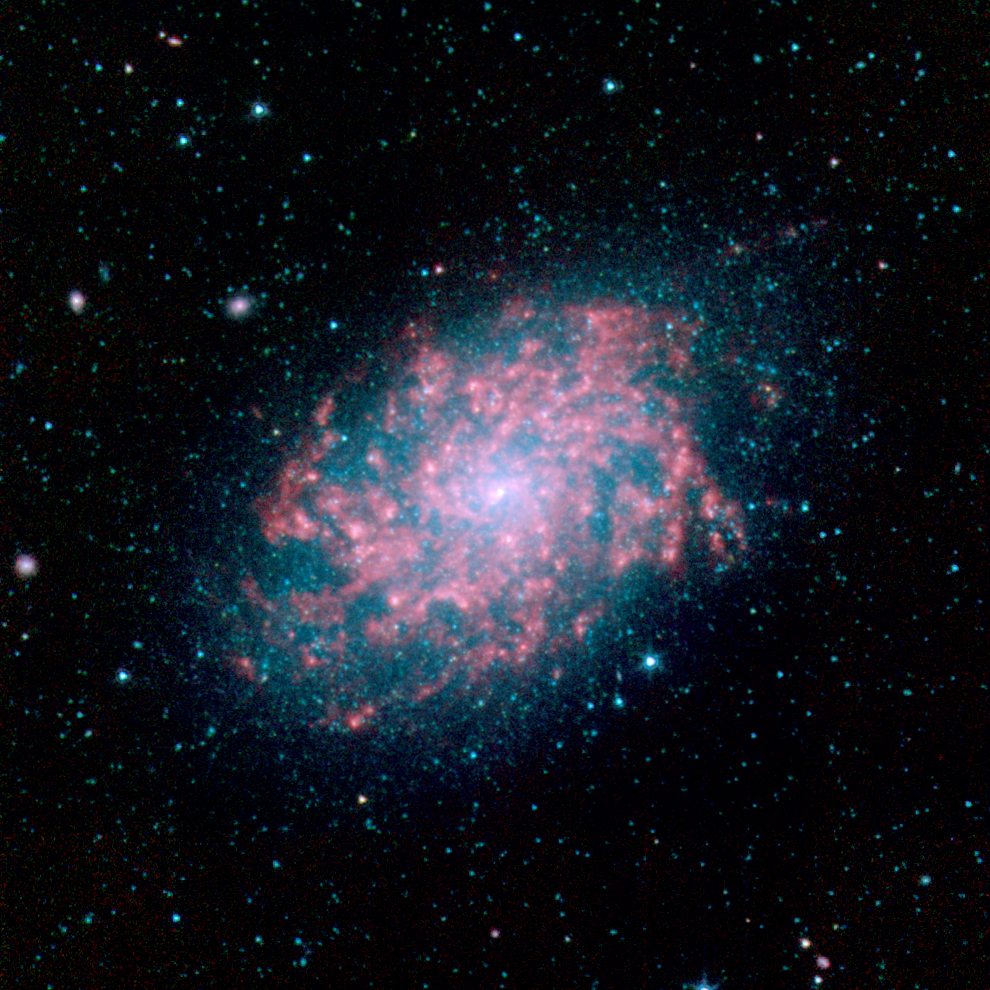
NGC 7793: 渦巻銀河(SA(s)d型)
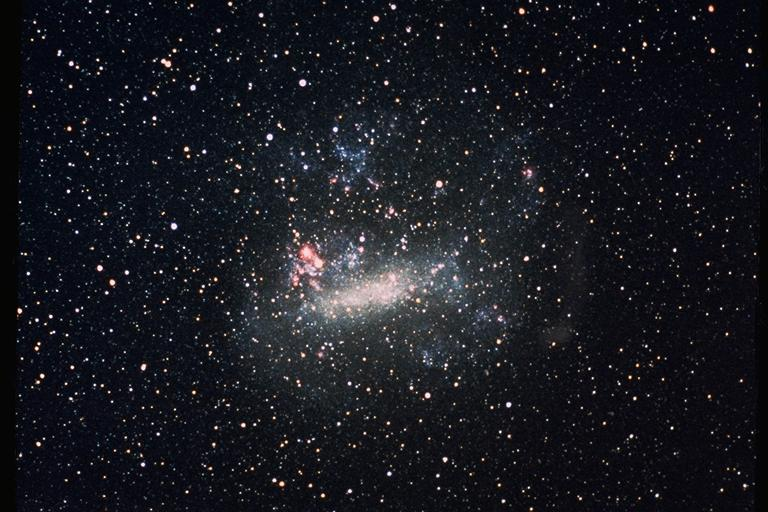
大マゼラン雲:SBm型

分類における異なった要素をリストの順番に結合すると、銀河の完全な分類となる。例えば弱い棒を持つ渦巻銀河で緩く巻いて傷ついた腕を持ち、さらに環を持つものは、SAB(r)cという記号で示される。
ド・ボークルールの分類スキームは、ハッブルの音叉の三次元版であり、渦巻の度合いを示すx軸は段階(stage)、棒の有無を示すy軸は族(family)、環の有無を示すz軸は変種(variety)と言われる。

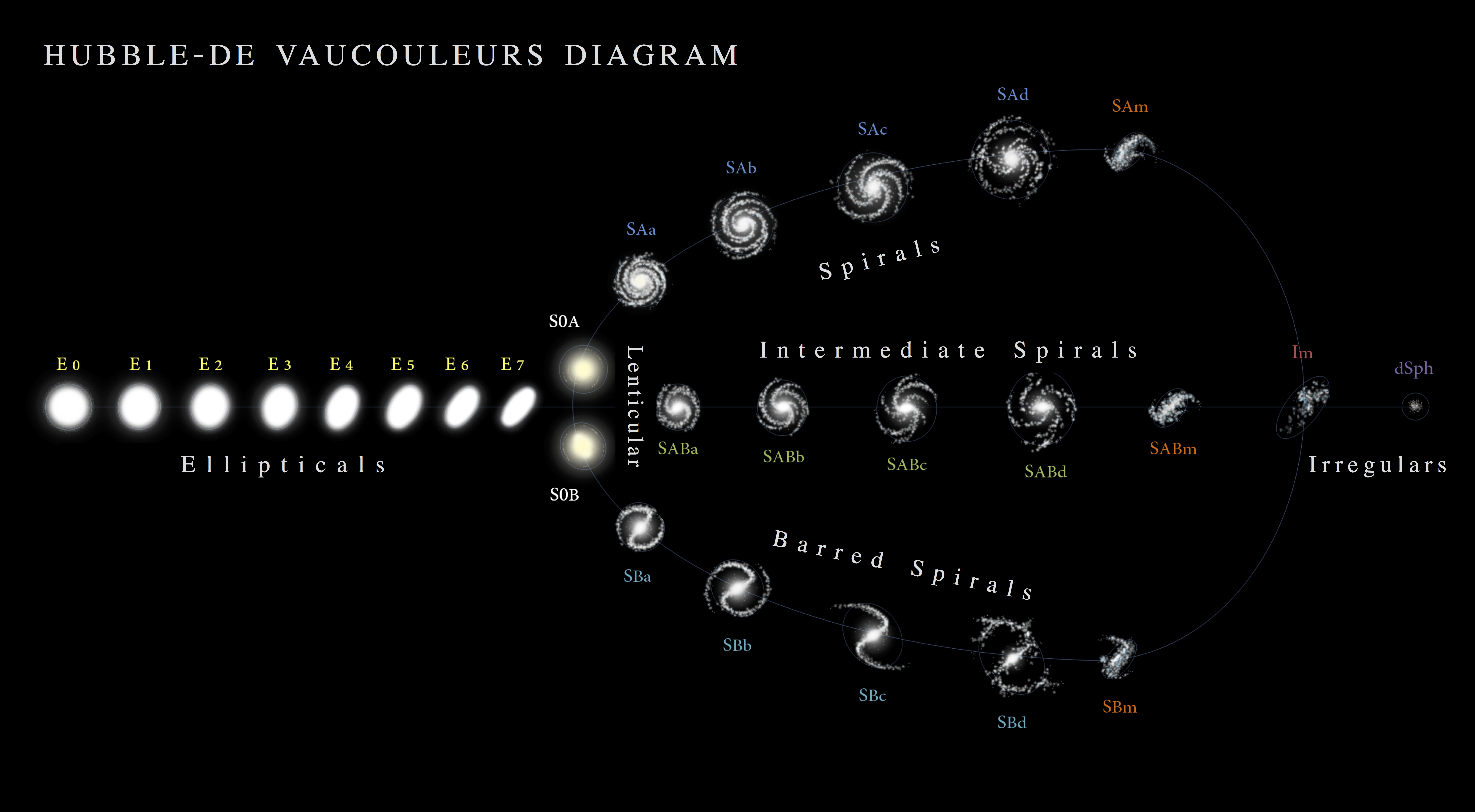
ハッブル - ド・ボークルールの分類法

### ハッブル分類の段階
ド・ボークルールはまた、このスキームにおいて銀河の分類に数字を割り当てた。ハッブルの分類の段階Tの値は-6から+10で、負の数字は早期型の銀河（楕円銀河及びレンズ状銀河）、正の数字は晩期型の銀河（渦巻銀河及び不規則銀河）に対応する。楕円銀河は、コンパクト型(cE)、通常型(E)、晩期型(E+)の3つの「段階」に分けられる。同様にレンズ状銀河は、早期型(S-)、中間型(S0)、晩期型(S+)の3つに分けられる。不規則銀河は、マゼラン不規則銀河(T=10)か「コンパクト」(T=11)に分けられる。
| ハッブル分類の段階 {\displaystyle T} | -6 | -5 | -4 | -3  | -2  | -1  | 0    | 1  | 2    | 3  | 4    | 5  | 6   | 7  | 8      | 9     | 10    | 11 |
| ド・ボークルールの分類               | cE | E  | E+ | S0- | S00 | S0+ | S0/a | Sa | Sab  | Sb | Sbc  | Sc | Scd | Sd | Sdm    | Sm    | Im    |    |
| おおよそ相当するハッブル分類         | E  | E  | E  | S0  | S0  | S0  | S0/a | Sa | Sa-b | Sb | Sb-c | Sc | Sc  | Sc | Sc-Irr | Irr I | Irr I |    |

これらの数値化は、銀河の形態の定量的研究に用いられている。

## ヤーキス（モーガン）分類
アメリカ合衆国の天文学者ウィリアム・ウィルソン・モーガンによって作られた。フィリップ・キーナンとともにモーガンは、スペクトルによる恒星の分類に用いるMKシステムを発展させた。ヤーキス分類法では、銀河の分類に、銀河の中に含まれる恒星のスペクトル、形態、絶対等級及び視等級、中央部の集中度が用いられる。
| スペクトル型 | 説明        |
| ------------ | ----------- |
| a            | 明るいA星   |
| af           | 明るいA-F星 |
| f            | 明るいF星   |
| fg           | 明るいF-G星 |
| g            | 明るいG星   |
| gk           | 明るいG-K星 |
| k            | 明るいK星   |

| 銀河の形 | 説明                                   |
| -------- | -------------------------------------- |
| B        | 棒渦巻                                 |
| D        | 明らかな渦巻や楕円構造ではない回転対称 |
| E        | 楕円                                   |
| Ep       | 塵の吸収を持つ楕円                     |
| I        | 不規則                                 |
| L        | 低表面輝度                             |
| N        | 小さく明るい核                         |
| S        | 渦巻                                   |

| 傾斜角 | 説明                 |
| ------ | -------------------- |
| 1      | 「正面」を向いた銀河 |
| 2      |                      |
| 3      |                      |
| 4      |                      |
| 5      |                      |
| 6      |                      |
| 7      | 「真横」を向いた銀河 |

例えば、アンドロメダ銀河はkS5に分類される。